# Théodore Paraskivesco
Théodore Paraskivesco (né le 11 juillet 1940 à Bucarest) est un pianiste naturalisé français, d'origine roumaine.

## Biographie
Théodore Paraskivesco entre au Conservatoire de Bucarest et étudie avec Silvia Șerbescu,. Il sort avec cinq premiers prix. En 1961, il est lauréat du Concours international Georges Enesco. Il reçoit alors une bourse du gouvernement français et poursuit ses études musicales à Paris avec Magda Tagliaferro, Yvonne Lefébure et Nadia Boulanger. En 1970, il obtient le Prix Claude Debussy, compositeur dont il est un des interprètes les plus respectés.
Aujourd'hui, il enseigne le piano et la musique de chambre au Conservatoire de Paris (1985) et donne plusieurs classes de maître, notamment en Grèce et au Japon. En 1995, il est en outre, nommé professeur de piano au Conservatoire européen de Paris.
Il joue en trio avec Jean Estournet et Michel Strauss et accompagne des chanteurs pour les mélodies.

## Discographie
La plupart des enregistrements encore disponibles du pianiste sont édités sous le label Calliope :
- Claude Debussy : Intégrale de l'œuvre pour piano (1980).
- Ludwig van Beethoven : Sonates pour piano : opus 31 no 2 La tempête, opus 57 Appassionata.
- Gabriel Fauré : Mélodies (Automne, Clair de lune, Les berceaux, et al.) avec Jacques Herbillon
- Maurice Ravel : Don Quichotte à Dulcinée, Chansons madécasses et autres mélodies avec Jacques Herbillon.
- Robert Schumann : Liederkreis Opus 39 avec Audrey Michael.

Sous le label Elyon, le pianiste a enregistré en 1981 avec Chantal Debuchy un récital Erik Satie de piano à quatre mains, disponible en disque vinyle.